# Ranunculus kuepferi
Ranunculus kuepferi is een overblijvende plant uit de ranonkelfamilie (Ranunculaceae) die endemisch is in de Alpen. De plant is als soort beschreven in 1987, maar wordt door sommigen als ondersoort beschouwd van de Pyrenese boterbloem (Ranunculus pyrenaeus).

## Naamgeving enetymologie
- Synoniemen: Ranunculus pyrenaeus var. plantagineus sensu Bonnier, Ranunculus pyrenaeus subsp. kuepferi (Greuter & Burdet) J.M.Tison
- Frans: Renoncule de Küpfer
- Engels: Kuepfer´s Buttercup
- Duits: Küpfers Hahnenfuß
- Italiaans: Ranuncolo di Küpfer

De botanische naam Ranunculus is afgeleid van het Latijnse rana (kikker) en betekent 'kleine kikker', naar de voorkeur van waterranonkels voor waterrijke standplaatsen. De soortaanduiding kuepferi is een eerbetoon aan de Zwitserse botanicus Philippe Küpfer (1942-).

## Kenmerken
Ranunculus kuepferi is een kleine, overblijvende, kruidachtige plant, wat hoger en forser dan de Pyrenese boterbloem. De bloemstengel is onderaan onbehaard, naar boven toe viltachtig behaard, en draagt één of meerdere bloemen. De bladeren zijn lijn- tot lancetvormig, gaafrandig, kort gesteeld of zittend, onbehaard en blauwgroen gekleurd.
De bloemen zijn tot 10-30 mm in doorsnede met vijf geelgroene kelkblaadjes (in tegenstelling tot de Pyrenese boterbloem, die witte kelkblaadjes heeft) en vijf witte kroonblaadjes.
De plant bloeit van mei tot juli.

## Habitaten verspreiding
Ranunculus kuepferi groeit voornamelijk op vochtige, kalkrijke bodems zoals in kalkgraslanden en op puinhellingen, dikwijls nabij smeltende sneeuw, in de alpiene zone van het hooggebergte, van 1700 tot 2800 m hoogte.
De plant is endemisch in de Alpen; de soort is bekend van Oostenrijk, Zwitserland, het oosten van Frankrijk en Noord-Italië.
... · 
R. acris (Scherpe boterbloem) · 
R. aquatilis (Fijne waterranonkel) · 
R. aquatilis var. aquatilis · 
R. aquatilis var. diffusus (Haarbladwaterranonkel) · 
R. arvensis (Akkerboterbloem) · 
R. auricomus (Gulden boterbloem) · 
R. baudotii (Zilte waterranonkel) · 
R. bulbosus (Knolboterbloem) · 
R. circinatus (Stijve waterranonkel) · 
R. flammula (Egelboterbloem) · 
R. fluitans (Vlottende waterranonkel) · 
R. glacialis (Gletsjerboterbloem) · 
R. gramineus (Grasbladige boterbloem) · 
R. hederaceus (Klimopwaterranonkel) · 
R. kuepferi · 
R. lingua (Grote boterbloem) · 
R. lyallii · 
R. ololeucos (Witte waterranonkel) · 
R. omiophyllus (Drijvende waterranonkel) · 
R. peltatus (Grote waterranonkel) · 
R. penicillatus (Penseelbladige waterranonkel) · 
R. platanifolius (Witte boterbloem) · 
R. polyanthemos · 
R. polyanthemos subsp. nemorosus (Bosboterbloem) · 
R. polyanthemos subsp. polyanthemoides (Kalkboterbloem) · 
R. pygmaeus (Dwergboterbloem) · 
R. pyrenaeus (Pyrenese boterbloem) · 
R. repens (Kruipende boterbloem) · 
R. sardous (Behaarde boterbloem) · 
R. sceleratus (Blaartrekkende boterbloem) · 
R. trichophyllus (Kleine waterranonkel) · 
R. thora (Gifboterbloem) · 
R. tripartitus (Driedelige waterranonkel) · 
...